# ENEOSグローブエナジー
ENEOSグローブエナジー株式会社は、東京都千代田区に本社を置く、ENEOSグローブ株式会社全額出資のガス事業者。主に液化石油ガス（LPガス）を中心に事業を行っている。ENEOSグループで、ブランド名は『ENEOS』。

## 概要
2010年4月1日、三井丸紅液化ガス傘下のグロリアガス・ガスエナジーの2社と、ガスエナジー傘下の子会社3社（むつベニー・いわて県北燃料・東石エンジニアリングサービス）の計5社を統合・合併して発足した。
これにより、年商が約300億円・LPガス直売顧客が20万件・取扱数量が年間約12万トンの規模を持つ。

## 沿革
- 2010年（平成22年）4月1日 - グロリアガス・ガスエナジーと、ガスエナジー傘下の子会社3社（むつベニー・いわて県北燃料・東石エンジニアリングサービス）の計5社を統合・合併し、グローブエナジー株式会社を発足。
- 2013年（平成25年）4月1日 - 同じくENEOSグローブの完全子会社である九州新日石ガス株式会社を吸収合併し、ENEOSグローブエナジー株式会社に商号変更。
- 2014年（平成26年）10月1日 - 関東新日石ガス株式会社、名神新日石ガス株式会社、株式会社コーアガス愛媛、新日石ガス広島株式会社、株式会社サガプロの5社を吸収合併。
- 2019年（平成31年）4月1日 - 完全子会社である興亜ガス開発株式会社を吸収合併[2]。
- 2022年（令和4年）4月1日 - 株式会社肥筑を吸収合併[3]。

## 本社
- 東京都千代田区永田町2丁目11-1 山王パークタワー15階

## 営業拠点
※：括弧内のあるものは、支社内を管轄する営業エリア（太字は支社所在県）
- 北日本支社（北海道・青森県・秋田県・岩手県）
- 南東北支社（宮城県・福島県・山形県）
- 関東支社（埼玉県・千葉県・神奈川県・山梨県・群馬県）
- 中部支社（福井県・石川県・富山県・愛知県・岐阜県）
- 西日本支社（兵庫県・三重県・広島県）
- 四国支社（愛媛県）
- 九州支社（福岡県・佐賀県・大分県・熊本県・長崎県・山口県）

## 主な業務
- 液化石油ガス販売事業 など